# Karlova huť v Lískovci
Karlova huť byl hutní podnik založený v roce 1833 v obci Lískovec v okrese Frýdek-Místek, který se postupem doby přeměnil ve válcovnu plechů.

## Historie
Karlova huť byla založena  ve vesnici Lískovec u řeky Ostravice v roce 1833 Těšínskou komorou za arcivévody Karla Ludvíka. Nejprve byly postaveny na pravém břehu Ostravice hamry (celkem šest), které byly poháněny šesti vodními koly. Místo bylo nazýváno Lipina podle porostu líp.
V roce 1836 byly postaveny čtyři zkujňovací výhně. V roce 1851 bylo vykováno 12 669 centů surového železa v sortimentu: kované, tyčové, podkovové, mřížové, rámové, nástrojové, brzdové a další. V roce 1851 byla zahájena výstavba válcovny, jejíž výroba byla nejprve změřena na výrobu kolejnic a jiných profilů z pudlovaného železa. Po dostavbě v roce 1853 byla zahájena výroba válcovaných plechů (nejprve jemné plechy, kolejnice a hrubé plechy). V roce 1863 byla vodní kola zaměněna turbínami, které poháněly nově vybudovanou střední válcovnu. Ve stejném roce byl postaven buchar na výrobu plechů pro pluhy a soustruh k broušení válců. V roce 1857 výroba činila 3 600 tun kolejnic, 1 000 tun tyčového železa a 830 tun plechu.
V roce 1871 byla Karlova huť napojena na Ostravsko-frýdlantskou dráhu a tím propojena se závody v Bašce. V roce 1872 byly postaveny dvě kuplovny a dvě plamencové pece na výrobu litiny. V roce 1874 byla uvedena do chodu reverzní válcovna s parním pohonem o výkonu 1000 HP a započala výstavba Bessemerovy huti, která byla přesunuta do Třince v roce 1877. Do Třince byly v roce 1878 přestěhovány kovárny velkých výrobků a dvě kupolové pece. V Karlově huti byl postaven provoz na výrobu jemného železničního materiálu.

## Válcovna plechu
V roce 1900 byl zastaven provoz v pudlovnách, jejich provoz nahradila martinská pec, která kryla celou spotřebu válcoven.
V roce 1906 hutní a důlní majetek Těšínské komory přešel pod akciovou společnost Rakouská báňská a hutní společnost (BHS). Karlova huť byla přebudována na válcovnu plechů. V období první světové války byla Karlova huť převedena na válečnou výrobu.
V meziválečném období byla největším výrobcem jemného válcovaného plechu. V roce 1937 vyvezla 28 000 t plechu, což bylo 83 % československého exportu. V období 1957–1959 byla postavena a uvedena do provozu válcovna plechů za studena. V roce 2006 ukončila svou činnost válcovna plechů za tepla a zůstává v provozu válcování za studena.
V roce 1991 byl podnik převeden na státní akciovou společnost  Válcovny plechů, který byl v roce 1999 privatizován. Majoritním vlastníkem se stala akciová společnost Nová huť Ostrava, která se od roku 2007 stala součástí ocelářské skupiny ArcelorMittal a od roku 2019 skupiny LIBERTY Steel. V roce 2018 se Válcovna plechů oddělila od skupiny ArcelorMittal a pod novým názvem GO Steel Frýdek-Místek se stala součástí polské skupiny Stalprodukt S.A. Bochnia. Výroba je zaměřena na výrobu orientovaných plechů pro elektroniku.

## Mostárna
Mostárna, která byla založena v roce 1867 v Ustroni, byla přenesena v roce 1881 do Lískovce. V roce 1904 byl samostatný závod sloučen s Karlovou hutí a v roce 1906 přešla pod akciovou společnost Rakouská báňská a hutní společnost. V roce 1928 se stala samostatným závodem BHS až do roku 1949. Od roku 1958 se stala součásti Vítkovických železáren jako závod 65. V roce 1994 mostárna zanikla.
Výrobky mostárny v Lískovci (Báňská hutní společnost): železný krov vídeňské radnice (1881), ocelová konstrukce obilního skladiště v Budapešti (1881). Mosty SDF přes Dunaj u Vídně (1872), most městské vídeňské elektrické dráhy, mosty v Haliči a Rumunsku a další.

## V umění a kultuře
O odporu dělníků Karlovy huti proti hromadnému propouštění v období velké hospodářské krize pojednává film Zocelení režiséra Martina Friče z roku 1950.